# A doua bătălie de la El Alamein
Acest articol se referă la a doua bătălie de la El Alamein din 23 octombrie-4 noiembrie 1942.  Pentru alte sensuri, vedeți Bătălia de la El Alamein (dezambiguizare).
A doua bătălie de la El Alamein a marcat punctul de cotitură în cadrul Campania din Deșertul Vestic din timpul celui de-al doilea război mondial. Bătălia s-a desfășurat între 23 octombrie – 5 noiembrie 1942. După prima bătălie de la El Alamein, care a oprit înaintarea spre est a trupelor Axei, generalul locotenent Bernard Montgomery a preluat comanda Armatei a 8-a britanice de la generalul Claude Auchinleck în august 1942.
Victoria Aliaților din această bătălie a marcat cucerirea inițiativei strategice în Campania din Africa de nord. Victoria Aliaților a pus capăt tuturor proiectelor Axei pentru cucerirea Egiptului, controlul Canalului Suez și, mai departe, pentru controlul câmpurilor petroliere din Orientul Mijlociu. Înfrângerea de la El Alamein a marcat sfârșitul expansiunii Axei în Africa.

## Preludiu
În iulie 1942, după succesul din Bătălia de la Gazala, „Armata Panzer Africa” (compusă din unități de infanterie și unități mecanizate italo-germane), de sub comanda generalului Rommel, înaintase mult spre est în Egipt, amenințând liniile de aprovizionare ale Commonwealthului Britanic care traversau Canalul Suez. Generalul Auchinleck a retras Armata a 8-a de sub comanda sa până la aproximativ 80 km vest de Alexandria, pe poziții întărite în zona din preajma litoralului Mediteranei. Aceste poziții asigurau Aliaților poziții sigure pe flancuri, la nord aflându-se litoralul, iar la sud o depresiune imposibil de traversat de tancuri, cu un front relativ scurt, mai ușor de apărat. În această zonă, Aliații au oprit înaintarea Axei la începutul lunii iulie în timpul primei bătălii de la El Alamein.
Contraofensivele Armatei a 8-a din timpul lunii iulie s-au încheiat cu eșecuri în fața trupelor lui Rommel, care se trecuseră la defensivă în tranșee bine apărate de câmpuri minate. La sfârșitul lunii iulie, Auchinleck a ordonat încetarea ofensivei, și a trecut la rândul lui la defensivă și la întărirea propriilor forțe. La începutul lunii august, premierul britanic Winston Churchill și șeful Statului Major Imperial, generalul Sir Alan Brooke, au efectuat o vizită la Cairo, în timpul căruia l-au înlocuit pe Auchinleck de la comanda Armatei a 8-a. Inițial, noul comandant a fost generalul locotenent  William Gott, dar acesta a murit în avionul care îl transporta spre noul post, în timpul unei lupte aeriene cu avioanele de vânătoare germane. La comanda Armatei a 8-a a fost numit apoi generalul Montgomery.
Rommel a decis să atace pozițiile Aliaților. Decizia sa a avut la bază mai multe argumente: liniile de aprovizionare foarte lungi ale Axei, supuse atacurilor aeriene aliate; lipsa perspectivei de a primi trupe noi din Germania sau Italia; continuul flux de trupe și materiale care sosea în tabăra aliaților. Acest atac, conceput să fie declanșat cât încă Aliații nu-și întăriseră în mod decisiv armata, urma să fie purtat de două divizii blindate din Afrika Korps. Pe 30 iunie, înaintarea blindatelor Axei a fost oprită în timpul bătăliei de la Alam Halfa. Temându-se de contraatacul Aliaților, tanchiștii Axei au trecut în defensivă în tranșee.
Factorii care favorizaseră apărarea Armatei a 8-a în timpul primei bătălii de la El Alamein (linia scurtă a frontului și flancurile sigure) ajutau acum defensiva italo-germană. În plus, Rommel avusese suficient timp pentru pregătirea defensivei și amplasase numeroase câmpuri minate și garduri de sârmă ghimpată.
Armata a 8-a trebuia să declanșeze în mod obligatoriu un atac frontal împotriva pozițiilor Axei bine pregătite pentru defensivă și Montgomery dorea mai întâi să aibă superioritatea numerică care să-i asigure nu numai capacitatea de străpungere a liniilor Axei, dar și pe cea de exploatare a succesului inițial și de distrugere a Afrika Korps. În toate luptele de du-te – vino din Deșertul Vestic de până atunci, niciuna dintre tabere nu avusese suficientă forța ca să poată exploata în mod decisiv victoria într-o ofensivă. Tabăra învinsă a avut de fiecare dată până atunci capacitatea să se retragă, regrupeze și pregătească pentru contraofensivă odată cu apropierea de bazele sale de aprovizionare.
După o perioadă de pregătire, Armata a 8-a era gata de atac. Montgomery concentrase 220.000 de oameni, 1.100 de tancuri, față de cei 115.000 de soldați și 559 tancuri ale lui Rommel.

## Planul Aliaților
Montgomery a sperat ca prin Operația Lightfoot să deschidă două coridoare prin câmpurile minate ale Axei în zona de nord a frontului. Blindatele urmau să treacă prin aceste coridoare și să învingă tancurile germane. Pentru a asigura victoria tancurilor, urmau să se desfășoare atacuri de diversiune la Înălțimile Ruweisat în centru și în sud. Aceste atacuri trebuiau să împiedice ajutoarele din sud și centru să vină în ajutorul germanilor atacați în nord. Montgomery prognozase că durata luptelor urma să fie de aproximativ 12 zile, în trei faze: străpungerea, lupta pentru înfrângerea rezistenței și înfrângerea definitivă a inamicului.
Pentru prima noapte de ofensivă, Montgomery a planificat atacul a patru divizii de infanterie din Corpul al 30-lea britanic. Aceste divizii trebuiau să înainteze pe un front de aproximativ 26 km spre obiectivul cu numele de cod Linia Oxalic, depășind primele linii defensive ale Axei. Geniștii trebuiau să curețe și să marcheze între timp două culoare prin câmpurile minate, prin care trebuiau să treacă diviziile de blindate din Corpul al X-lea britanic. Blindatele aveau ca prim obiectiv să cucerească poziția codificată Linia de raportare Skinflint, de unde trebuiau să trimită raportul despre progresele făcute. Următorul obiectiv era punctul codificat Limita Pierson, unde trebuiau să se adune și să-și consolideze temporar pozițiile în adâncimea pozițiilor Axei, așteptând victoria infanteriștilor, care luau cu asalt tranșeele inamice.
Forțele Commonwealthului au pus în practica o serie de acțiuni de inducere în eroare a inamicului în săptămânile de dinaintea bătăliei, pentru păcălirea comandanților Axei, care trebuiau înșelați nu numai asupra punctului principal al atacului Aliat, dar și asupra momentului declanșării acestuia. Această operațiune codificată Bertram a început cu depozitarea unor materiale nefolositoare (cutii goale, bidoane, etc) în locuri relativ vizibile, protejate cu plase de camuflaj. Aceste depozite au fost plasate în nordul liniei frontului. Ele trebuiau să indice germano-italienilor existența unor depozite de muniție sau de alimente necesare unui atac posibil. Comandanții Axei au remarcat imediat aceste „depozite”, dar de vreme ce nu a avut loc nicio ofensivă imediată, iar „depozitele” nu păreau să-și schimbe forma în timp, ei au tras în mod corect concluzia că este vorba de o înșelătorie. Astfel, Armata a 8-a a putut construi o serie de depozite adevărate în zonele avansate ale pozițiilor lor, care să nu fie luate în seamă de inamici, înlocuind pur și simplu în timpul nopții materialele nefolositoare cu muniție, canistre cu benzină și rații alimentare. De asemenea, Aliații au construit o conductă falsă, care i-a făcut pe germani să creadă că atacul va fi declanșat mult mai târziu în zona de sud a frontului. Acțiunea de păcălire a inamicului a continuat prin construirea peste șasiul unor mașini de teren a unor „tancuri” din placaj. Aceste tancuri au fost deplasate spre sud. În nord, tancurile reale, destinate atacului, au fost camuflate în camioane de aprovizionare, tot prin plasarea unor suprastructuri din placaj.

## Planul Axei

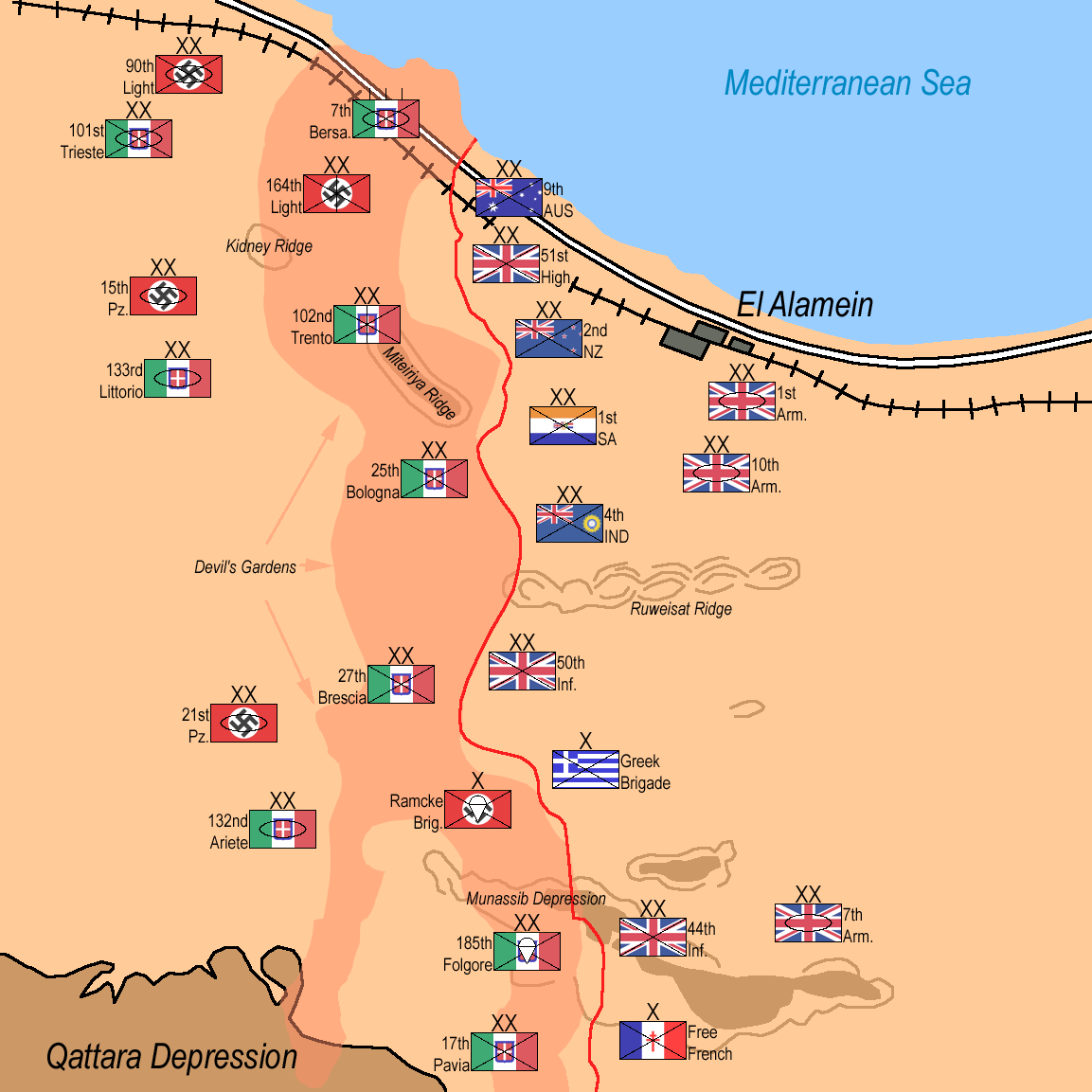
Amplasarea forțelor militare în ajunul declanșării bătăliei

După eșecul  ofensivei germano-italiene de la Alam Halfa, forțele Axei aveau efectivele puternic împuținate. Armatele germano-italiene erau plasate pe un front prea lung și erau epuizate și se bazau aproape în exclusivitate pe proviziile și echipamentele capturate de la inamic. În august, Erwin Rommel avea încă un avantaj în oameni și materiale față de inamic, dar situația s-a înrăutățit rapid pentru el, de vreme ce nu i-au mai fost trimise forțe și provizii noi în sprijin, iar britanicii erau întărite masiv cu unități militare britanice, indiene, australiene și provizii și arme, inclusiv tancuri, din Anglia și Statele Unite. Rommel a continuat să ceară echipamente militare din Germania, dar principalul efort militar nazist era concentrat pe frontul de răsărit. De aceea, pe frontul din Africa nu ajungea decât o cantitate limitată de provizii.
Rommel era conștient că forțele Commonwealthului vor fi în scurtă vreme suficient de puternice pentru a lansa o ofensivă decisivă. Singura speranță a lui Rommel era ca forțele Axei care luptau la Stalingrad să obțină o victorie rapidă și să continue atacul spre sud spre Caucaz, amenințând Persia (Iranul) și Orientul Mijlociu.
A asemenea amenințare ar fi trebuit să fie contracarată de un mare număr de soldați ai Commonwealthului Britanic, care să fie dislocați de pe frontul egiptean, pentru a întări forțele britanice din Persia. O asemenea mișcare de trupe ar fi amânat orice ofensivă Aliată în Africa.
În răgazul dintre cele două bătălii, Rommel a cerut în mod repetat Înaltului Comandament German întăriri pentru armata sa, în condițiile în care Afrika Korps ar fi trebuit să participe al înfrângerea definită a Aliaților prin atacuri prin nordul Africii spre Orientul Mijlociu și prin sudul Rusiei și Caucaz spre Iran.
În acest timp, forțele germano-italiene s-au fortificat în tranșee și au așteptat atacul britanic, sperând în același timp că Axa va ieși învingătoare la Stalingrad. Forțele lui Rommel au plantat aproximativ cinci sute de mii de mine antitanc în mai multe câmpuri. Între zonele cu mine antitanc au fost plantate câmpuri de mai mică întindere cu mine antipersonal, denumite de britanici „grădinile Diavolului”. Ironia sorții făcea ca multe dintre aceste mine să fie capturate de germani în timpul luptelor de la Tobruk.
Rommel a plasat alternativ în prima linie unități de infanterie germană și italiană. Rezervele lui Rommel erau formate din două divizii de tancuri germane și una de infanterie motorizată germană și o forță italiană aproximativ egală. Datorită măsurilor de camuflare ale Aliaților, Rommel își plasase forțele de-a lungul întregului front, în speranța că Montgomery va aplica o presiune egală de-a lungul întregii linii defensive în căutarea punctului cel mai slab. Rommel mai credea de asemenea că după atacurile de încercare, atacul principal va fi dat în sud. În momentul în care avea să devină clară care este direcția principală de atac, Rommel credea că poate manevra trupele din subordine mai rapid decât Aliații, pentru a-și concentra efectivele în zona cea mai primejduită. În realitate însă, mișcare trupelor Axei urma să fie limitată de criza de combustibil.

## Bătălia
Bătălia de la El Alamein este obicei împărțită în cinci faze: 
1. străpungerea, 23 – 24 octombrie,
2. fărâmițarea, 24 – 25 octombrie,
3. contraatacul, 26 – 28 octombrie,
4. Operațiunea Supercharge, 1 – 2 noiembrie și
5. victoria, 3 – 7 noiembrie

Pentru perioada de acalmie 29 – 30 noiembrie nu este stabilit niciun nume.

### Prima fază: străpungerea
La ora 21:40, într-o seară calmă, senină, cu lună plină, a fost declanșată Operațiunea Lightfoot. Deși există credința populară că atacul a început cu un baraj de artilerie a 1.000 de tunuri, sau cu tirul tuturor pieselor de artilerie din dotare. Planul focului de artilerie a fost făcut cu grijă, astfel în cât toate proiectilele trase de cele 882 tunuri ale bateriilor de calibru mic și mediu să cadă asupra tuturor celor 64 km de front în același timp. După douăzeci de minute de bombardament general intens, tirul tunurilor s-a concentrat pe ținte precise, bombardate pentru a sprijini atacul infanteriei. Planul de bombardament a continuat patru ore și jumătate. Până la încetarea bombardamentului, fiecare piesă de artilerie trăsese aproximativ 600 de proiectile.
Există un motiv bine definit pentru care operațiunea a fost denumită „Lightfoot (picior ușor)” – infanteria trebuia să atace prima. Era de așteptat ca minele antitanc să nu fie declanșate de infanteriștii care ar fi călcat peste ele, de vreme ce aveau greutatea prea mică (light), de unde și numele operațiunii. În spatele infanteriei care avansa, geniști trebuiau să curețe căile de înaintare a tancurilor care veneau în urmă. Fiecare fâșie de teren curățată trebuia să aibă o lățime de 24 de picioare (~ 7,5 m), ceea ce ar fi fost de ajuns pentru înaintarea tancurilor pe un singur șir. Geniștii trebuiau să curețe un drum de 8 km prin „grădina diavolului”. Aceasta a fost una dintre sarcinile dificile, care s-a încheiat cu un eșec datorită adâncimii mari a câmpurilor minate ale Axei.
La ora 22, cele patru divizii de infanterie a Corpului al XXX-lea au început să înainteze. Obiectivul lor era atingerea unei linii imaginare din deșert unde era situată cea mai puternică poziție defensivă a inamicului. De îndată ce infanteria ar fi ajuns la primul câmp minat, geniștii trebuiau să înceapă crearea trecerii pentru diviziile de blindate ale Corpului al X-lea. La ora 2 dimineața, primele 500 de tancuri au început deplasarea spre linia frontului. La 4 dimineața, primele tancuri ajunseseră în câmpurile minate, unde au ridicat nori de praf, atât de deși, încât vizibilitatea a scăzut aproape la zero. Au apărut blocaje de circulație, iar înaintarea tancurilor a fost oprită.
Între timp, Divizia a 7-a blindată (în rândurile căreia lupta și Brigada I franceză) a executat un atac de diversiune în sud, atacând Divizia a 21-a Panzer și Divizia blindată italiană Ariete. În regiunea Înălțimilor Ruweisat, Divizia a 4-a de infanterie indiană a atacat cu obiective similare pozițiile Diviziei de infanterie italiană „Bologna”. Aceste atacuri trebuiau să împiedice rezervele Axei din sudul frontului să se deplaseze în sprijinul camarazilor din nord.

### A doua fază: fărâmițarea
Sâmbătă, 24 octombrie
Dimineața de sâmbătă 24 octombrie a adus dezastrul pentru cartierele generale germane. Tirul precis al artileriei aliate a distrus comunicațiile Axei, iar Georg Stumme, cel care îl înlocuia la comandă pe Rommel cât timp acesta era plecat în 
Germania, a murit în urma unui infarct. Comanda a fost preluată de generalul Ritter von Thoma.
Între timp, Corpul al XXX-lea nu reușise să demineze decât o rută prin primul câmp minat, datorită adâncimii foarte mari a acestei zone. Nu au fost îdepărtate suficient de multe mine pentru a permite trecerea tancurilor Corpului al X-lea. Tancurile au fost reținute în punctul denumit „Oxalic”, iar artileria și aviația aliată a preluat sarcina bombardării pozițiilor Axei pentru a provoca „fărâmițarea” lor.
Unitățile de blindate germane au contraatacat în zona pozițiilor ocupate de Divizia a 51-a britanică la răsăritul soarelui, dar au fost oprite din înaintare. Până la ora 16:00 nu se produseseră schimbări mari pe linia frontului. La apus, cu soarele în spate, tancurile germane din Divizia a 15-a germană și cele italiene din Divizia „Litorio” au atacat din spatele unor dealuri Divizia I blindată britanică. Aceasta a fost prima luptă importantă de tancuri de la El Alamein. Peste 100 de tancuri au participat la această luptă și, la căderea întunericului, aproape 50 dintre ele erau distruse, fără însă ca vreuna dintre tabere să câștige o victorie decisivă.
Duminică, 25 octombrie
Atacul principal a încetat duminică. Ambele armate luptaseră neîncetat timp de două zile. Aliații înaintaseră prin câmpurile minate spre vest pentru a face un drum de 10 km lățime și 8 km adâncime. Ei erau opriți la Înălțimile Miteriya spre sud-est, dar, în același timp, forțele Axei au rămas ferm în tranșeele pe care le pregătiseră din timp. Bătălia a intrat într-un impas. Montgomery a ordonat încetarea luptelor în sud, permițând Diviziei a 7-a blindate să se mute spre nord, pentru a se alătura Corpului al X-lea. Pozițiile cucerite la înălțimile Miteriya au fost abandonate. Luptele au fost concentrate la Tell el Eisa, până la ruperea frontului. Aveau să urmeze șapte zile de groază.
Dimineața, forțele Axei au lansat o serie de atacuri prin intermediul tancurilor Diviziei a 15-a germane și a Diviziei „Littorio” italiene. Afrika Korps a dat mai multe atacuri de probă, în căutarea unui punct slab al Aliaților, dar nu a găsit niciunul. La căderea serii, infanteria aliată a pornit trei atacuri fără o țintă precisă. Aliații au pierdut peste 500 de militari și s-a ajuns în situația în care infanteriștii au rămas cu un singur ofițer.
În vreme ce Divizia a 51-a lupta în jurul înălțimilor, australienii atacau „Punctul 59”, un dâmb de  6 metri înălțime pe care era plasat un post de observație de artilerie la sud-vest de Tell el Eisa. Australienii încercau de asemenea să încercuiască Divizia a 164-a de infanterie ușoară germană și un mare număr de infanteriști italieni într-o pungă pe malul mării. Aceasta era noua direcție a atacului lui Montgomery din nord, și avea să devină teatrul principal de lupte în zilele care au urmat. Brigada a 26-a australiană a atacat la miezul nopții. Aviația aliată a lansat 115 t de bombe asupra pozițiilor Axei, iar Aliații au cucerit pozițiile vizate, luând 240 de prizonieri. Luptele au continuat în această regiune toată săptămâna, iar forțele Axei au declanșat mai multe atacuri pentru cucerirea înălțimii vitale pentru apărarea lor.

### A treia fază: contraatacul
Luni, 26 octombrie
Rommel s-a reîntors în Africa de nord în seara zilei de 25 octombrie și a preluat imediat conducerea luptelor. La sosirea lui, Divizia italiană „Trento” pierduse cam jumate dintre infanteriști, Divizia a 164-a de infanterie ușoară germană pierduse două batalioane, restul unităților aveau pierderi importante, soldații erau lipsiți de rații alimentare, numeroși dintre ei erau bolnavi, iar toată armata Axei mai avea combustibil pentru trei zile.
Ofensiva Aliată intrase în impas. Germanii au declanșat un atac pentru recucerirea Punctului 29 de lângă Tell el Eisa. Rommel și-a dat seama în sfârșit că principalul asalt Aliat avea să fie dat în nord  și era hotărât să recucerească înălțimea. Pentru aceasta, comandantul german a mutat toate tancurile de mai la sud spre zona de nord a frontului. În zona de nord au fost mutate Divizia a 21-a Panzer și Divizia italiană de blindate „Ariete” de-a lungul drumului Rahman. Această mișcare a fost o eroare. Britanicii controlau drumul și tancurile au fost oprite din deplasare. În lipsa combustibilului, tancurile au rămas în câmp deschis, pradă ușoară pentru aviația aliată.
Totuși, britanicii nu au reușit să cucerească pozițiile părăsite de tancurile Axei. De fiecare dată când încercau să ocupe aceste poziții au fost respinși de defensiva Axei, sprijinită de tunurile antitanc foarte eficiente.
La Tobruk, bombardierele RAF au reușit să scufunde petrolierul „Prosperina”, ultima speranță a lui Rommel de a-și reaproviziona vehiculele cu combustibil.
Marți: 27 octombrie
În acest moment, principalele lupte se concentraseră în regiunea Tell el Aqqaqir și a înălțimilor Kidney. Batalionul al 2-lea de pușcași, aparținând Diviziei I blindate, ocupa poziții cu numele de cod Snipe, la sud-est de înălțimile Kidney. Luptele îndârjite de la punctul Snipe au devenit un episod legendar al bătăliei de la El Alamein.
Tirurile de tunuri și mortiere au durat întreaga zi. În jurul orei 16:00, tancurile britanice au deschis focul în mod accidental împotriva propriilor poziții, provocând pierderi importante. La ora 17:00, Rommel a lansat principalul lui atac. Tancurile germane și italiene au înaintat. Pușcașii britanici, având în dotare numai patru tunuri antitanc, au reușit să stăvilească atacul blindatelor Axei. Britanicii au reușit să scoată din luptă 37 dintre cele 40 de tancuri germane. Cele trei tancuri germane au fost retrase pentru organizarea unui nou atac comun cu blindatele italiene. Și acest nou atac a fost respins, numai nouă tancuri ale Axei reușind să se reîntoarcă pe pozițiile de plecare. Între timp, britanicii pierduseră un tun antitanc și mai dispuneau de numai nouă proiectile, dar germanii au renunțat la organizarea unui nou atac.
Miercuri, 28 octombrie și joi 29 octombrie
Divizia a 9-a australiană a trebuit să continue înaintarea spre nord-vest spre un punct întărit deținut de inamic la sud de calea ferată din regiunea litorală cunoscut cu numele de cod „Thompson's Post”. Obiectivul australienilor era să obțină o străpungere de-a lungului drumului litoral. Regimentul al 125-lea german și un batalion de bersaglieri au fost trimiși să întărească sectorul care avea să fie atacat de soldații australieni. Australienii s-au deplasat pe tancurile de tip „Valentine” din dotarea Regimentului al 46-lea de blindate, pe care minele și tunurile antitanc le-au scos rapid din luptă. Australienii au suferit pierderi de aproximativ 200 de soldați în timpul acestui atac. In ciuda vitejiei arătate în luptă de tunarii antitanc italieni, doar 20 dintre ei au reușit să supraviețuiască luptei numai pentru a fi luați prizonieri a doua zi dimineața. Rommel avea să recunoască: „Soldații germani au impresionat lume... Însă bersaglierii italieni i-au impresionat pe soldații germani”.
Până la sfârșitul zilei, britanicii mai aveau în luptă cam 800 de tancuri, în vreme ce forțele Axei mai aveau 148 de tancuri germane și 187 italiene. Cum vasul cisternă care trebuia să alimenteze forțele Axei din Africa fusese scufundat de RAF în rada exterioară a portului Tobruk, Rommel a fost nevoit să recunoască în fața comandanților săi că nu este posibilă o manevră de dezangajare, singura soluție rămânând lupta până la sfarșit pe pozițiile de la El Alamein.
Vineri 30 octombrie – duminică 1 noiembrie
În noaptea de 30 octombrie au continuat luptele pentru îndeplinirea obiectivele planului australian. A fost declanșată un al treilea atac pentru cucerirea drumului pavat litoral, încercare încununată de această dată cu o reușită. Pe 31 octombrie, Rommel a lansat patru atacuri împotriva punctului cunoscut ca „Thompson's Post”. Luptele au fost foarte dure, uneori om la om, dar forțele Axei au fost respinse de fiecare dată. Duminică 1 noiembrie, Rommel a încercat să îi alunge din nou pe australieni, dar luptele grele care au izbucnit nu au dus decât la pierderi de vieți omenești și echipamente militarea în fiecare tabără. În acest moment, Rommel a recunoscut că lupta este pierdută și a început să facă planuri pentru retragerea la Fuka, la aproximativ 80 km vest de pozițiile deținute în acel moment. În mod ironic, Rommel a primit în sfârșit combustibilul îndelung așteptat, cam 1.200 de tone, care nu mai putea schimba în niciun fel soarta bătăliei, germanii fiind nevoiți să distrugă o cantitate de combustibil, pentru a nu cădea în mâinile inamicului.

### A patra fază: Operațiunea Supercharge
Această fază a bătăliei a început pe 2 noiembrie la ora 13:00. Obiectivele puse în fața soldaților Aliați au fost distrugerea blindatelor inamice, forțarea inamicului să accepte lupta în spațiu deschis, reducerea stocurilor de combustibil și interceptarea rutelor de aprovizionare ale Axei. Pentru atingerea obiectivelor ordonate, soldații Aliați trebuiau să cucerească localitatea Tel el Aqqaqir, centrul apărării Axei.
Operațiunea a debutat cu un bombardament aerian de șapte ore concentrat în zonele Tel el Aqqaqir și Sidi Abd el Rahman. A urmat un baraj de artilerie de o jumătate de oră asigurat de focul a 360 de tunuri care au tras aproximativ 15.000 de proiectile. Atacul inițial al operațiunii trebuia dat de Brigăzile a 151-a și a 152-a de infanterie sprijinite de Brigda a 9-a blindată neozeelandeză. Comandantul atacului, neozeelandezul Bernard Freyberg, a încercat să nu implice în atac Divizia a 2-a neozeelandeză, cu efective incomplete. Singura contribuție a diviziei mai sus amintite la luptele Supercharge a fost participarea Batalionului a 28-lea (maori), atașat Brigăzii a 151-a.
Infanteria a reușit să-și atingă principalele obiective, dar, la fel ca și în cazul Operațiunii Lightfoot din prima zi a bătăliei, geniștii nu au reușit să demineze un culoar pentru trecerea blindatelor decât cu întârziere mare.
Divizia a 9-a blindată a început deplasarea spre pozițiile de atac pe 1 noiembrie la ora 20:00, dinspre stația de cale ferată de la El Alamein, cu 130 de tancuri. Pe pozițiile de pornire a atacului au mai ajuns numai 94 de blindate. Brigada de blindate trebuia să declanșeze atacul spre Tel el Aqqaqir la 5:45 dimineața, înaintarea fiindu-i protejată de un baraj de artilerie. Atacul a fost amânat cu 30 de minute, iar brigada s-a regrupat sub comanda lui John Cecil Currie.  La 6:15, cu o jumătate de oră mai înainte de răsăritul soarelui, trei regimente ale brigăzii au înaintat spre liniile inamice. După cum avea să noteze generalul locotenent Bernard Freyberg, acest atac ar fi fost mai potrivit pentru infanterie, atacul blindatelor împotriva pozițiilor bine fortificate inamice, bine dotate cu armament antitanc, părând să fie precum șarja brigăzii de cavalerie ușoare de la Balaclava, din timpul Războiului Crimeii. John Cecil Currie a încercat să obțină de la comandanții aliați anularea unui asemenea atac al blindatelor, argumentând că tancurile erau obligate să atace pe un front mult prea larg, în condițiile în care erau total lipsite de trupe de rezervă. Currie a apreciat că dacă totuși tancurile erau obligate să să atace în condițiile date, brigada urma să piardă aproximativ jumătate din efectivele sale.
Argumentele lui Currie au fost respinse de Bernard Freyberg, care a afirmat că generalul Montgomery este conștient de riscul ca Brigada a 9-a să piardă nu jumătate, dar chiar întregul efectiv, dar în condițiile în care primului val de blindate avea să-i urmeze cel de-al doilea, al Diviziei I blindată britanică, riscul era unul care trebuia asumat.
Tunurile antitanc germano-italinene, cele mai multe de calibru 50 mm și 47 mm, la care se adăugau 24 de tunuri de 88 mm, au deschis focul împotriva tancurilor aliate de îndată ce siluetele acestora s-au profilat la orizontul luminat de primele raze ale soarelui. Focului tunurilor antitanc li s-a adăugat și tirul tunurilor blindatelor germane și italiene aflate pe linia frontului.
Deși focul artileriei antitanc a provocat pierderi constant ridicate atacului Aliat, înaintarea blindatelor britanice nu a putut fi oprit cu totul. În prima jumătate de oră de luptă, 35 de tunuri antitanc au fost scoase din luptă, iar Aliații au reușit să ia mai multe sute de prizonieri. Brigada a 9-a a început atacul cu 94 de tancuri și i-au fost scoase din luptă 70 dintre ele, (deși unele blindate au mai putut fi reparate mai apoi), iar dintre cei 400 de tanchiști care au participat la atac, 230 au fost uciși, răniți sau au căzut prizonieri.
Atacul Brigăzii a 9-a a provocat pierderi grele liniei defensive italo-germane, dar obiectivul principal, spargerea frontului, care să fie exploatată de Divizia I blindată britanică nu a fost atins. Pe de altă parte, atacul Diviziei a 9-a a redus  în mod serios numărul tancurilor germano-italiene disponibile pentru luptele care aveau să vină. La ora 11:00 a zilei de 2 noiembrie, blindatele Diviziilor a 15-a germană și Litorio italiană au atacat pozițiile deținute de Divizia I britanică, care între timp își îngropase tancurile pe poziții defensive. Blindatele aliate se bucurau și de un important sprijin din partea artileriei antitanc și de câmp, precum și al aviației. Contraatacul germano-italian a fost respins, ei pierzând aproximativ 100 de blindate. Deși în timpul luptelor și britanicii au pierdut un număr aproximativ egal de tancuri, ei dispuneau de rezerve importante, în timp ce Rommel și-a pierdut aproape toate blindatele disponibile în acea regiune a frontului.
Pentru a reechilibra balanța de forțe, Rommel a cerut Diviziei a 132-a Ariete, aflată în zona de sud a frontului, să se deplaseze spre Tel el Aqqaqir, pentru a întări linia defensivă a Axei. La căderea serii, Rommel mai avea disponibile doar 32 de tancuri operaționale pe întregul front. Generalul german a început retragerea spre Fuka, protejată de lupta disperată a ariergărzii de la Tel el Aqqaqir.

### A cincea fază: victoria
Erwin Rommel a trimis un mesaj lui Adolf Hitler în care explica că nu mai poate păstra poziția și cerea permisiunea să se retragă. Rommel a primit în schimb ordinul să reziste pe poziții cu orice preț.
Cele câteva tancuri operaționale ale diviziilor 15 și 21 Panzer au rezistat o vreme  atacului a 150 de blindate britanice, dar au fost distruse cu toate până în cele din urmă.
În ciuda situației disperate, oamenii lui Rommel au continuat să lupte, și deși unități întregi au fost nimicite, rezistența a continuat multă vreme. Atacul aliaților a reușit în cele din urmă să deschidă o spărtură de aproximativ 15 km în linia defensivă a Axei. În aceste condiții, în ciuda ordinelor lui Hitler, Rommel a ordonat retragerea tuturor trupelor spre vest.
Pe 4 noiembrie, în a 12-a zi a ofensivei Aliate, a fost declanșat atacul final. Diviziile blindate britanice (întâia, a 7-a și a 10-a) au străpuns liniile Axei și le-au depășit. În această zi au fost distruse diviziile blindate italiene Ariete și Littorio, ca și divizia mecanizată  Trieste. Divizia Ariete condusă de generalul Francesco Arena a luptat eroic la El Alamein, zădărnicind planurile aliaților de încercuire și distrugere definitivă a forțelor lui Rommel. Propaganda germană avea să omagieze sacrificiul italienilor afirmând că „ britanicii au plătit scump pentru străpungerea lor cu pierderi enorme în oameni și materiale. Italienii au luptat până la ultimul om”.
Soldații diviziilor Bologna și Trento au încercat să străbată deșertul pentru a nu cădea în încercuire la El Alamein. Încercarea lor a fost sortită eșecului, italienii fiind nevoiți să se predea din cauza lipsei apei. În sud, două divizii blindate și una motorizată italiene au rămas să acopere retragerea germanilor.

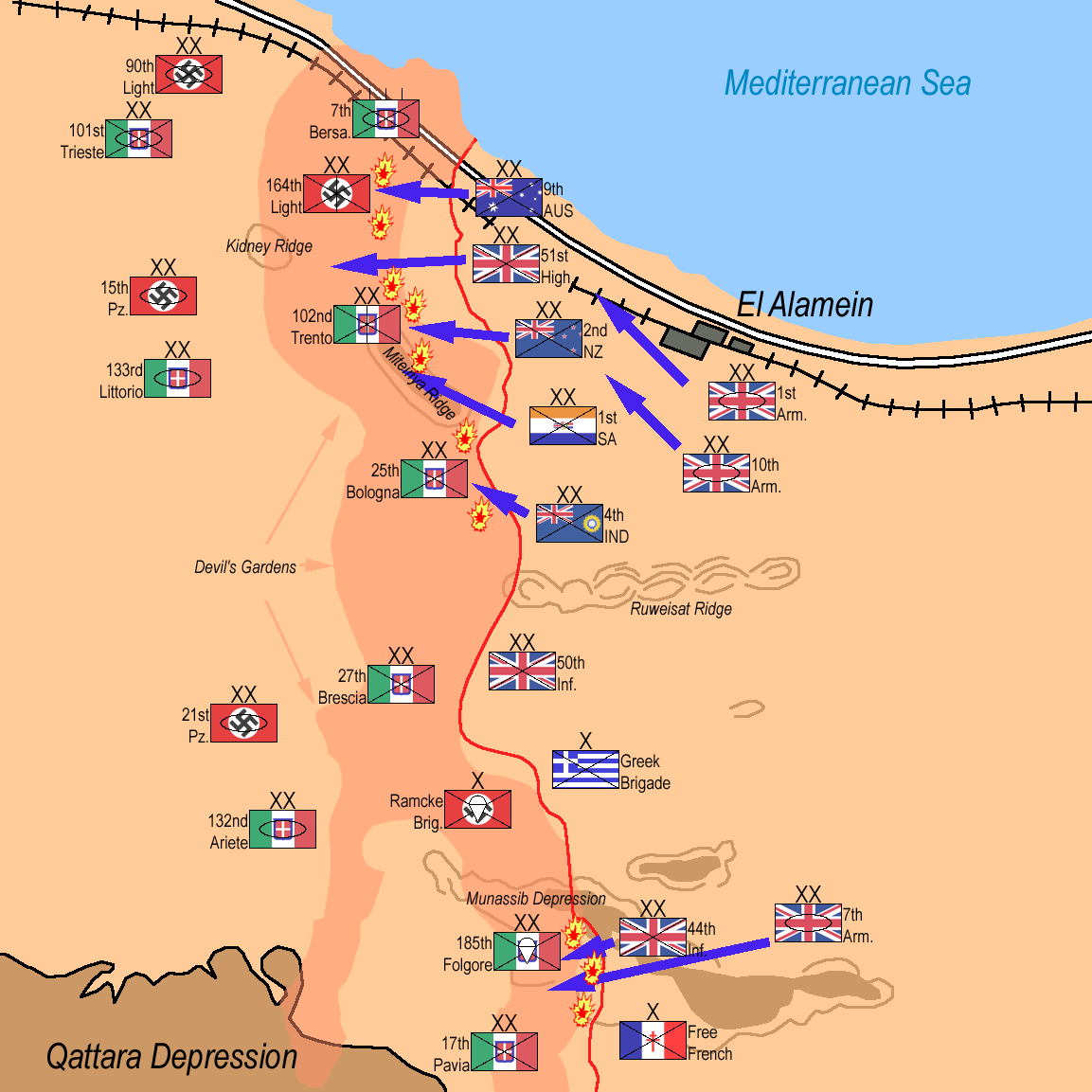
Atacul aliat, 23 octombrie, ora 22:00
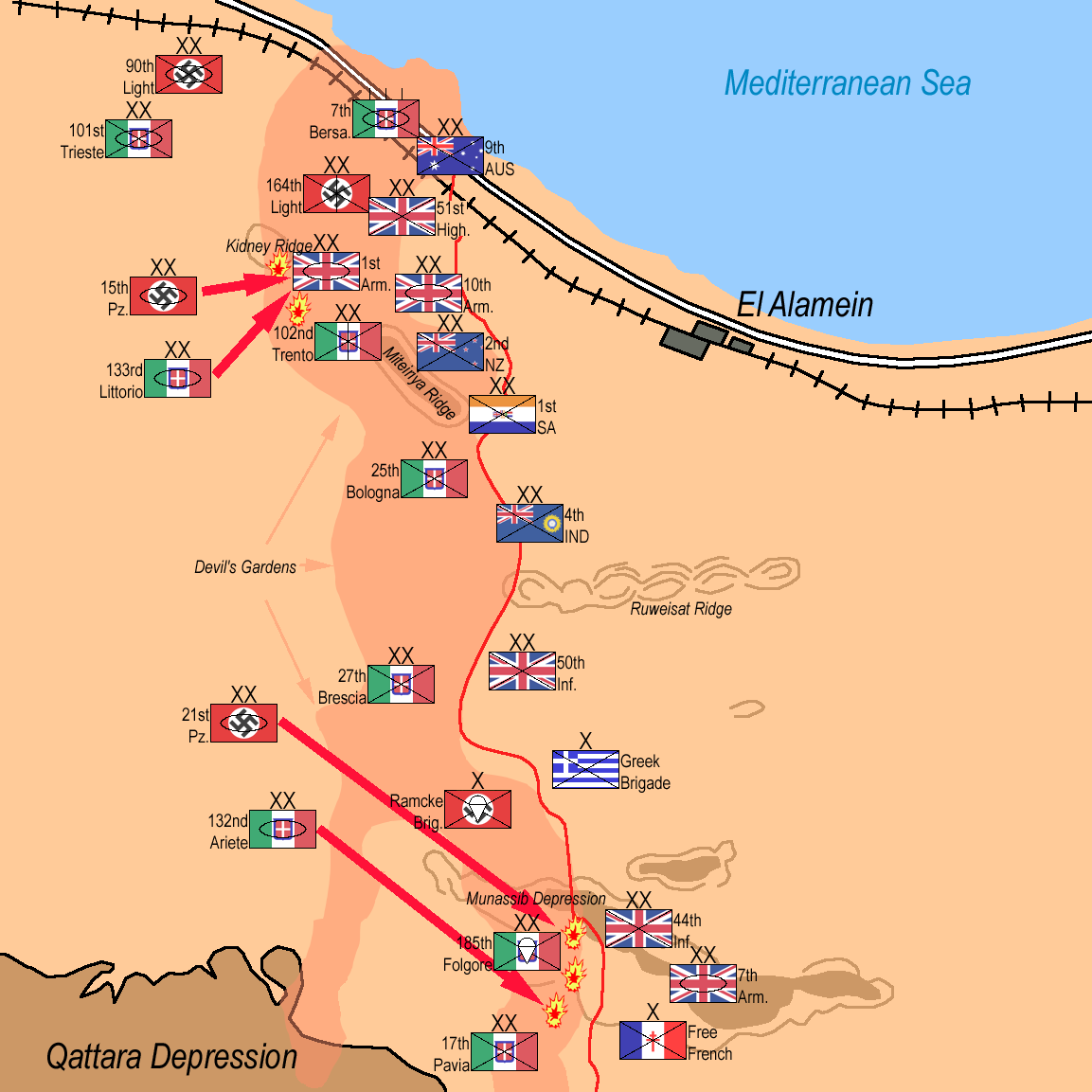
Contraatacul blindatelor Axei, 24 octombrie, ora 18:00
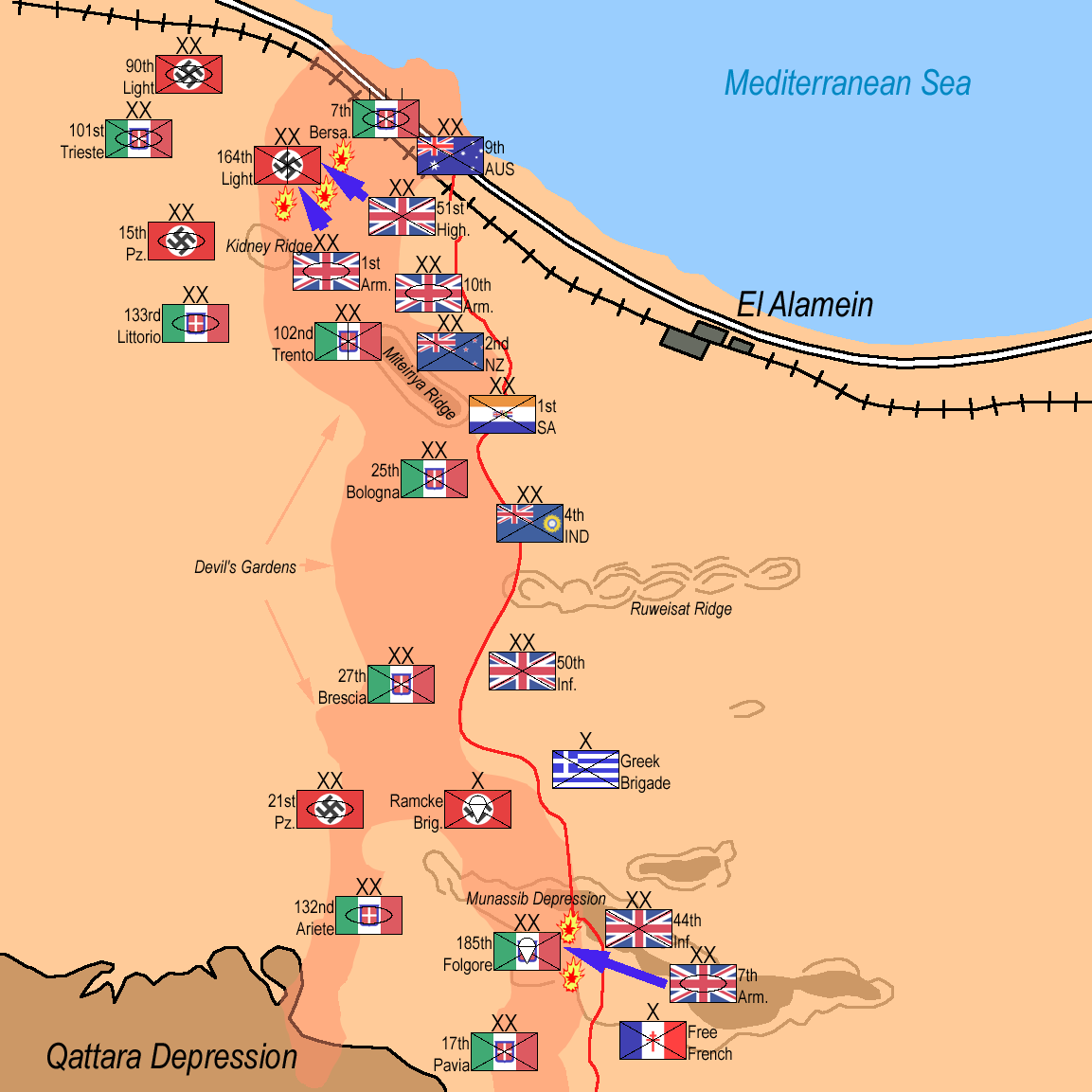
Încercarea Aliaților de străpungere a liniilor inamice, noaptea zilei de 25 octombrie
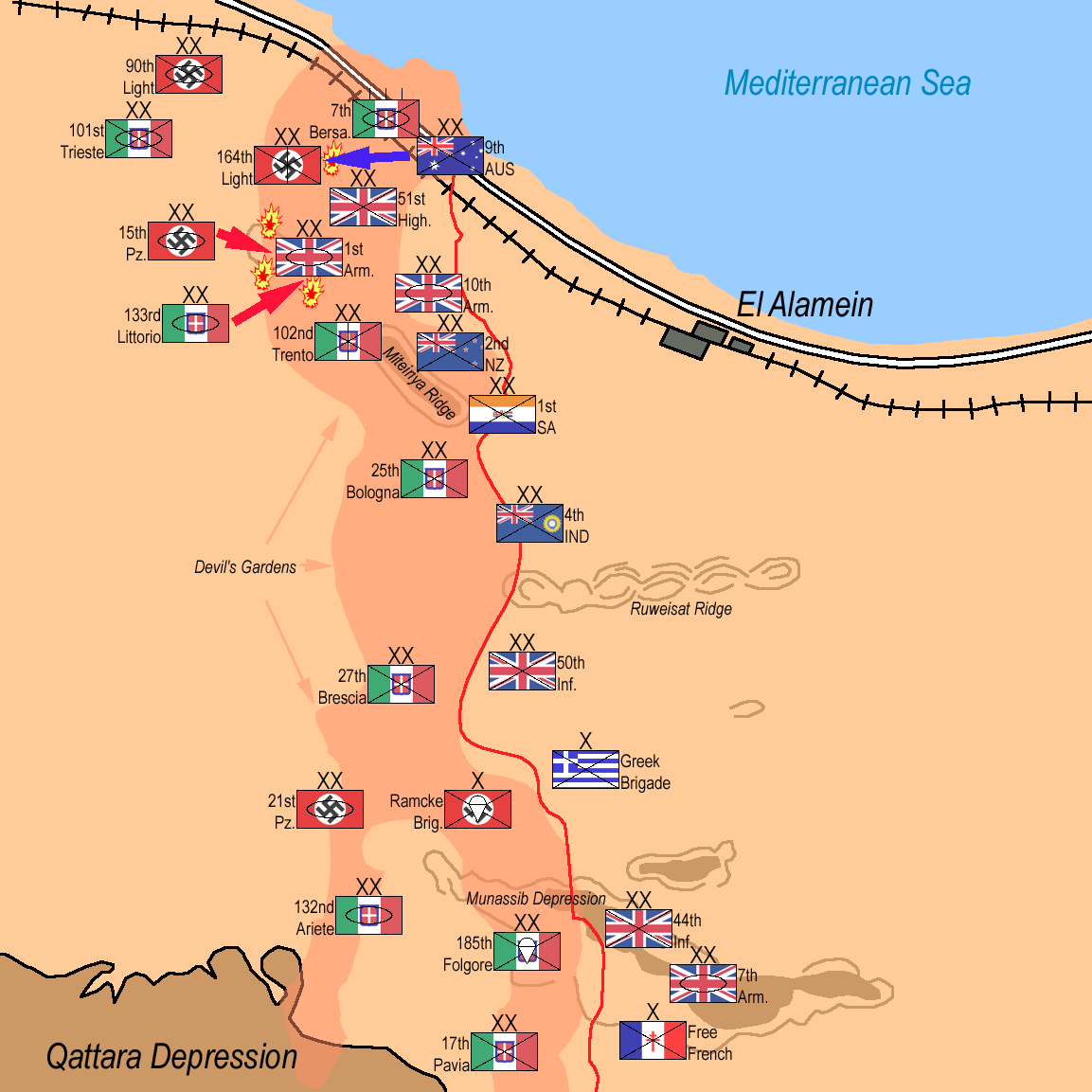
Contraatacul Axei din după amiaza zilei de 25 octombrie
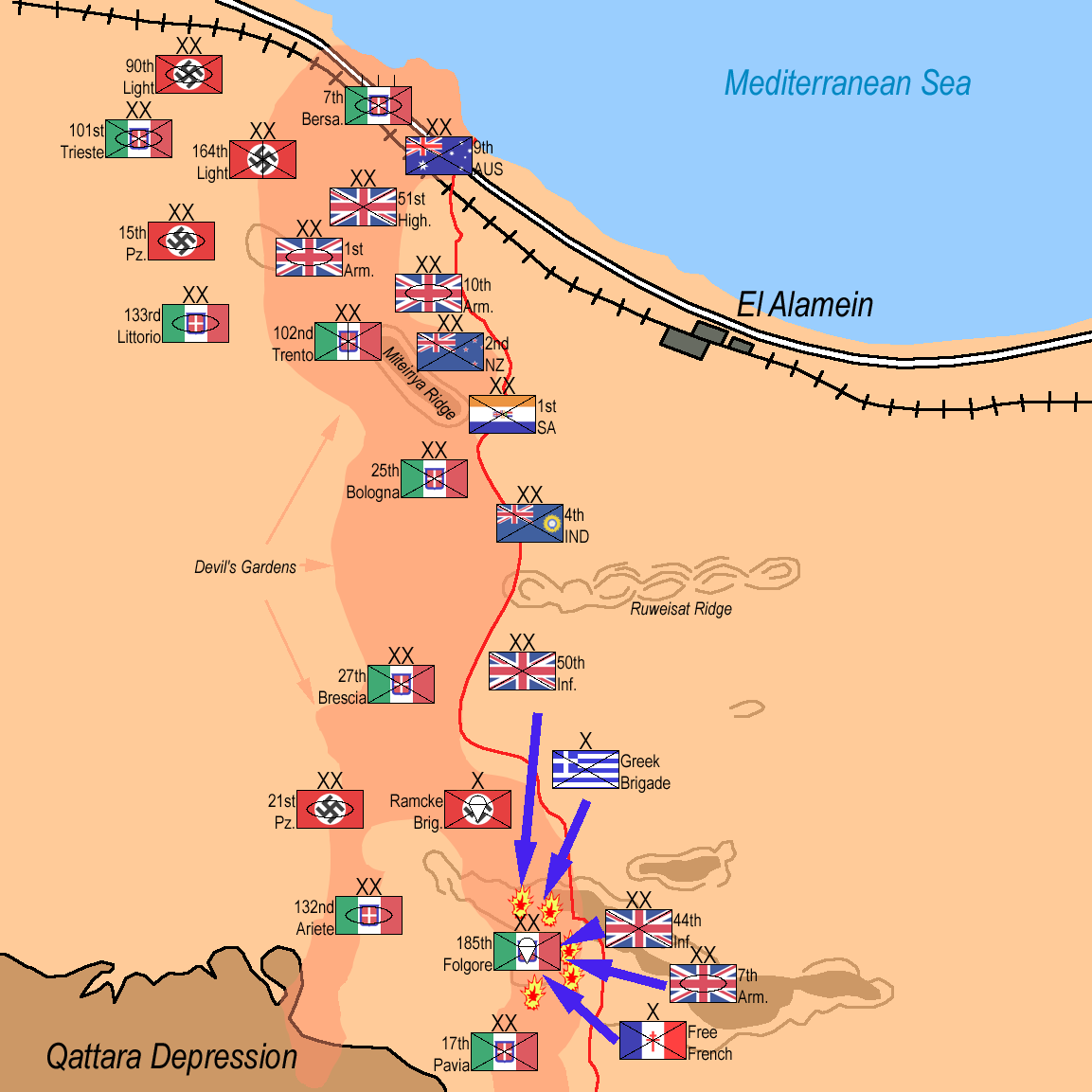
Atacul pe trei direcții a parașutiștilor italieni – 25 octombrie, ora 20:30 – 26 octombrie, ora 3:00
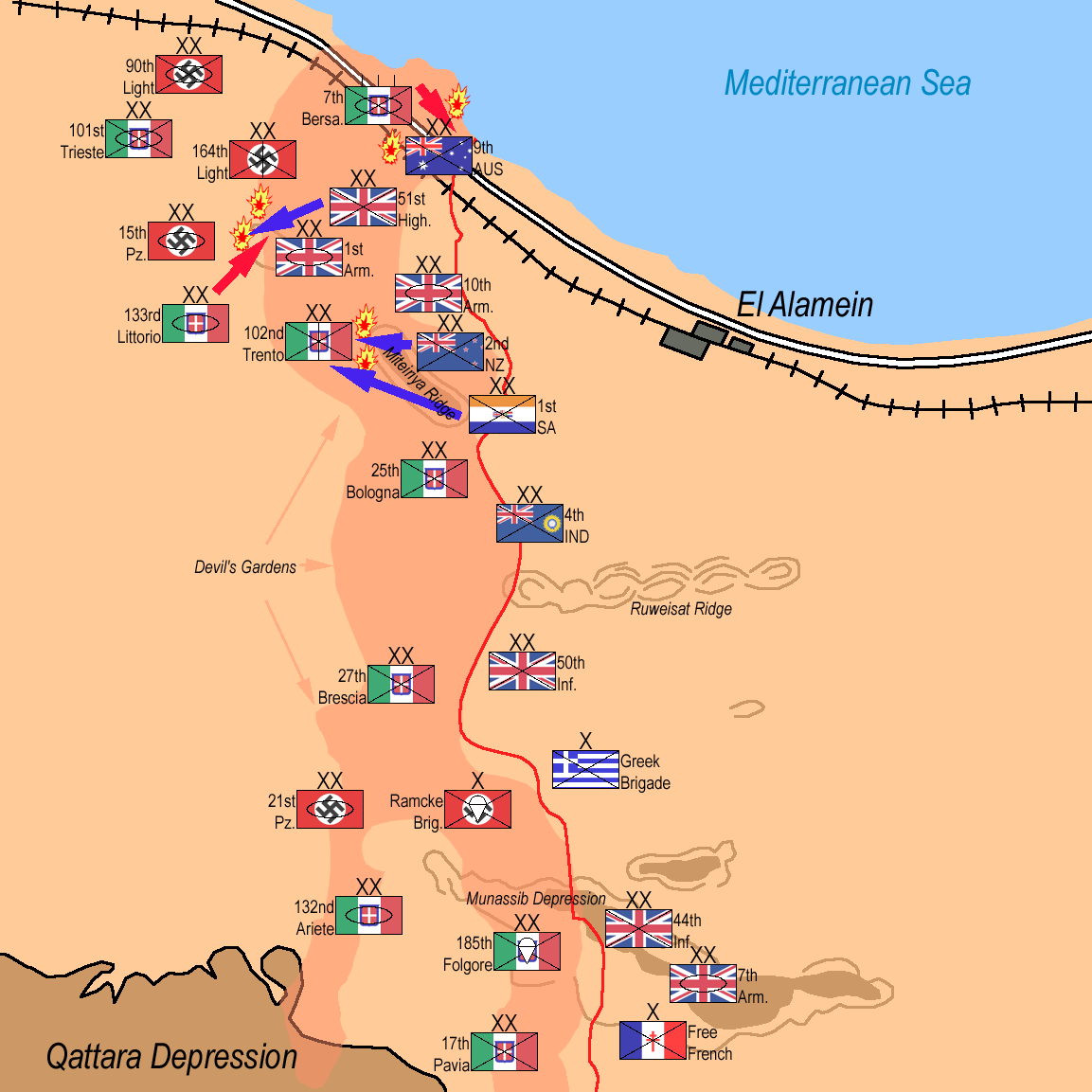
Înaintare Aliaților și contraatacul diviziei italiene Littorio, 26 octombrie, ora 17:00
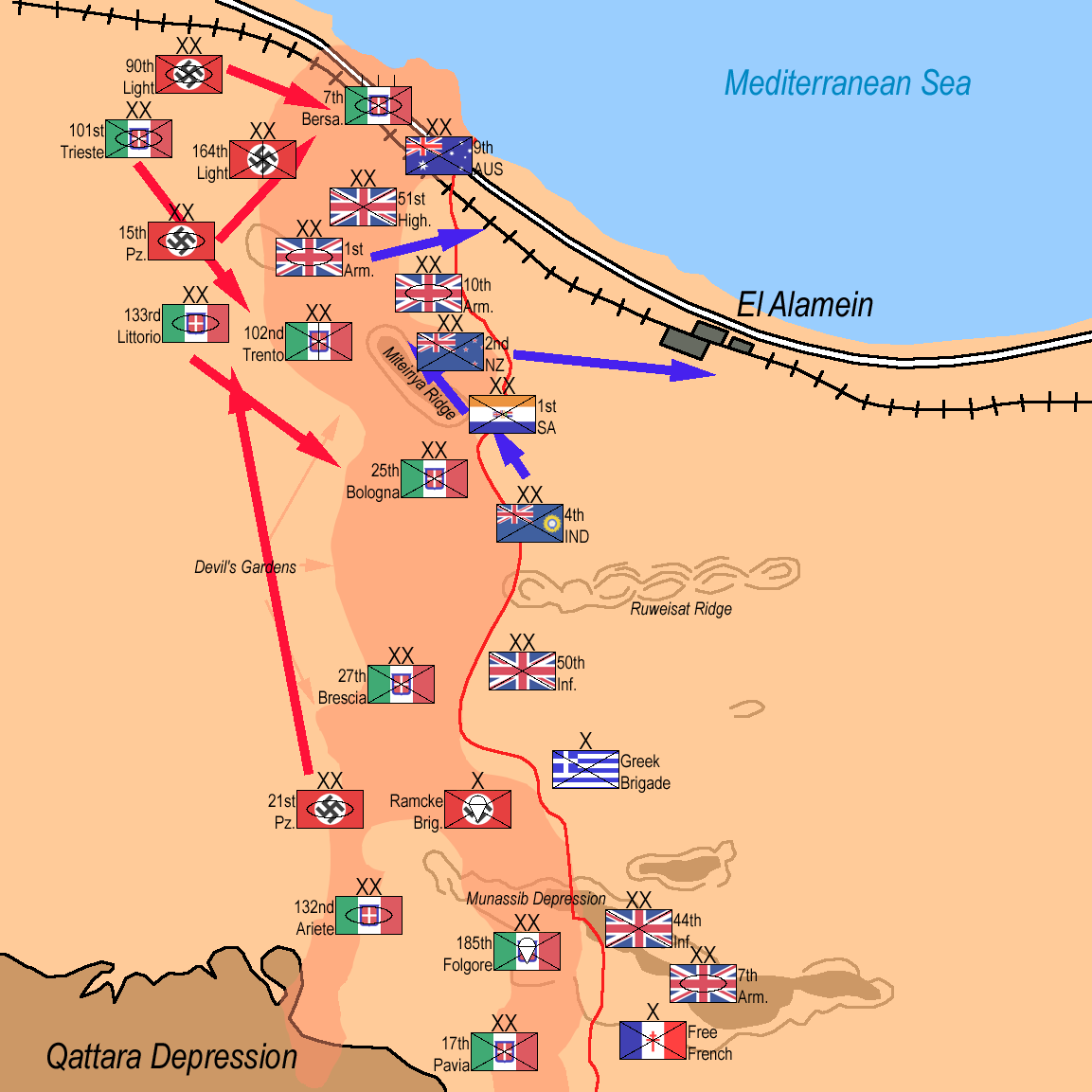
Ambele tabere își redistribuie forțele în noaptea de 26 – 27 octombrie
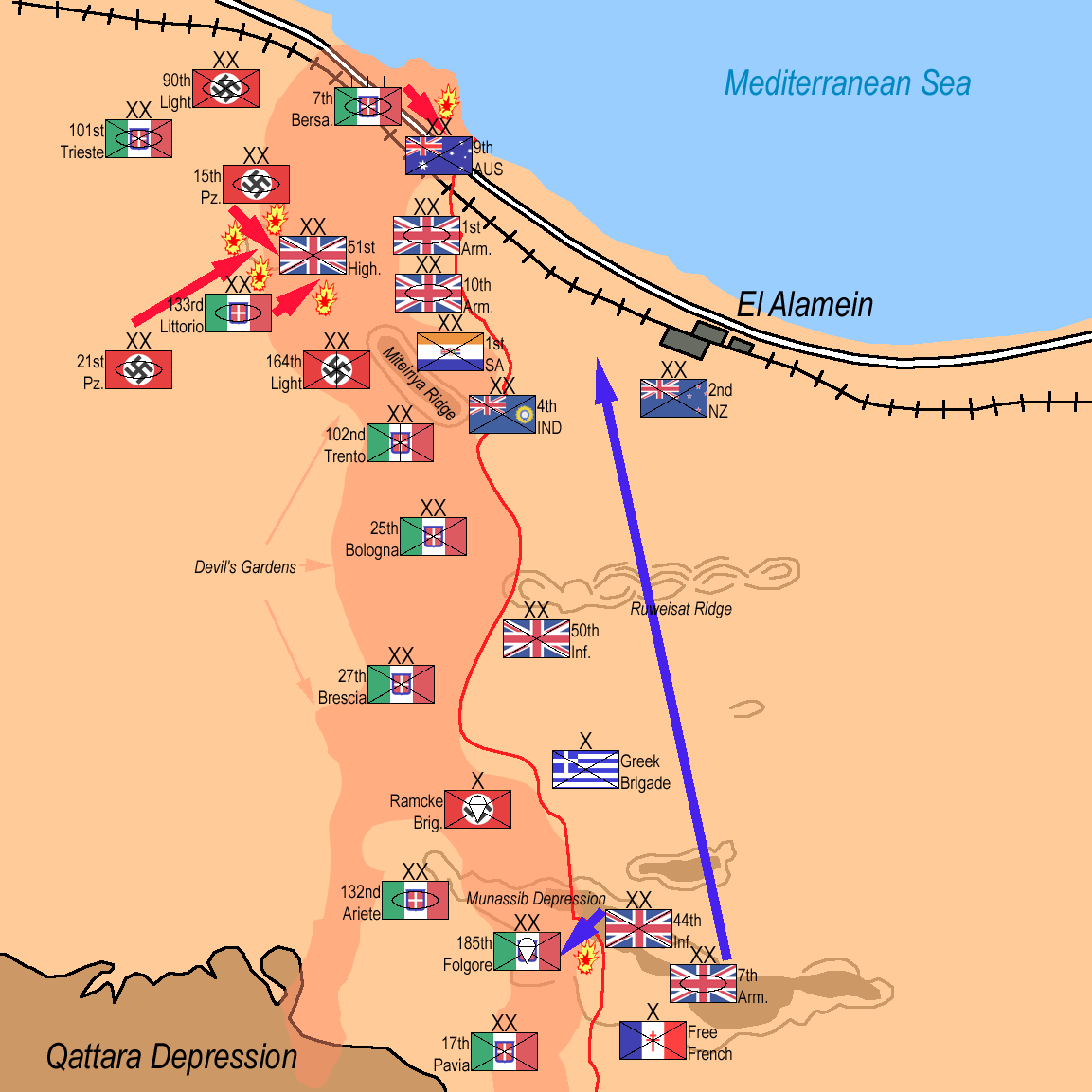
Contraatacul eșuat al Axei, 27 octombrie, ora 8:00
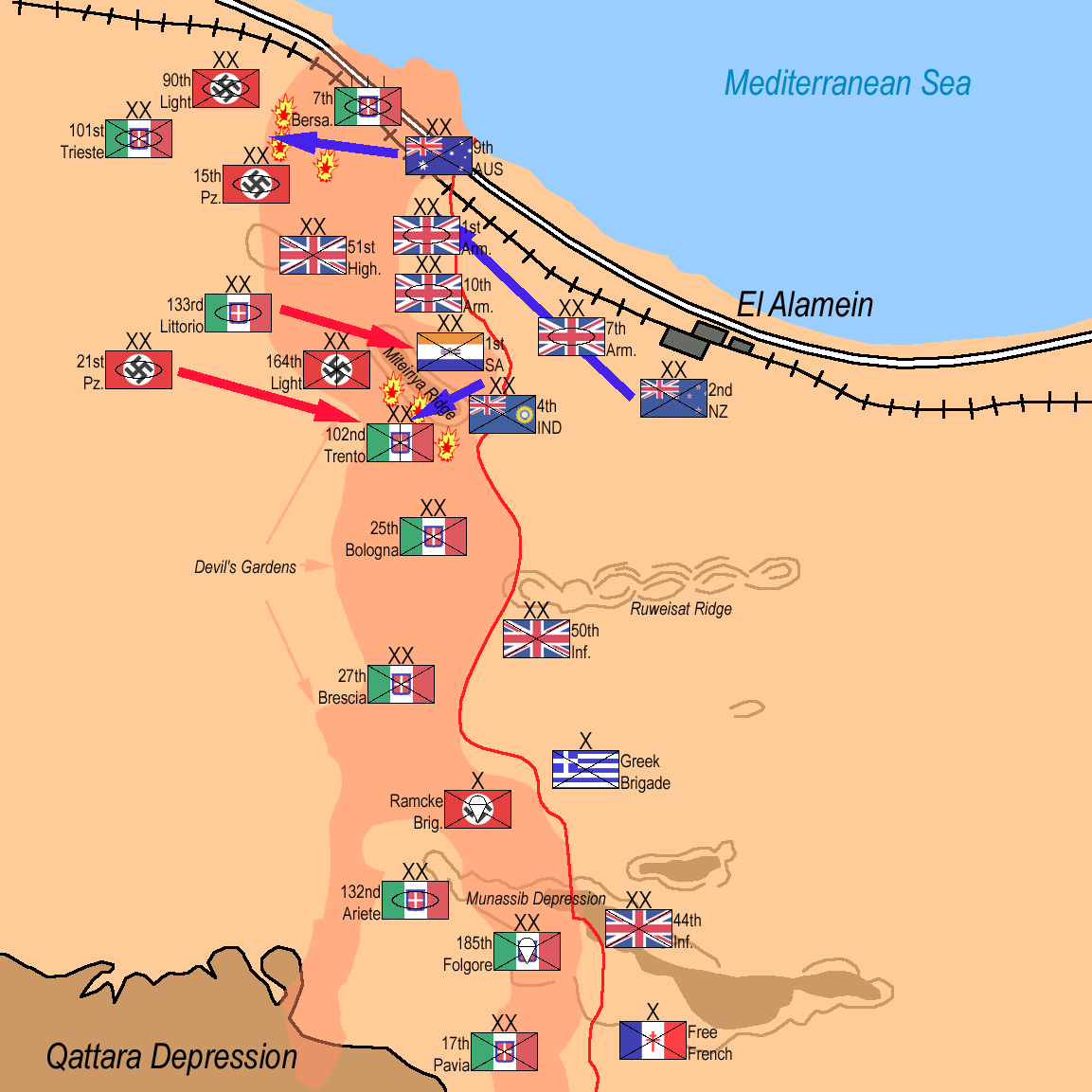
Încercarea Aliaților de împingere înapoi a Diviziei Trento, 28 octombrie
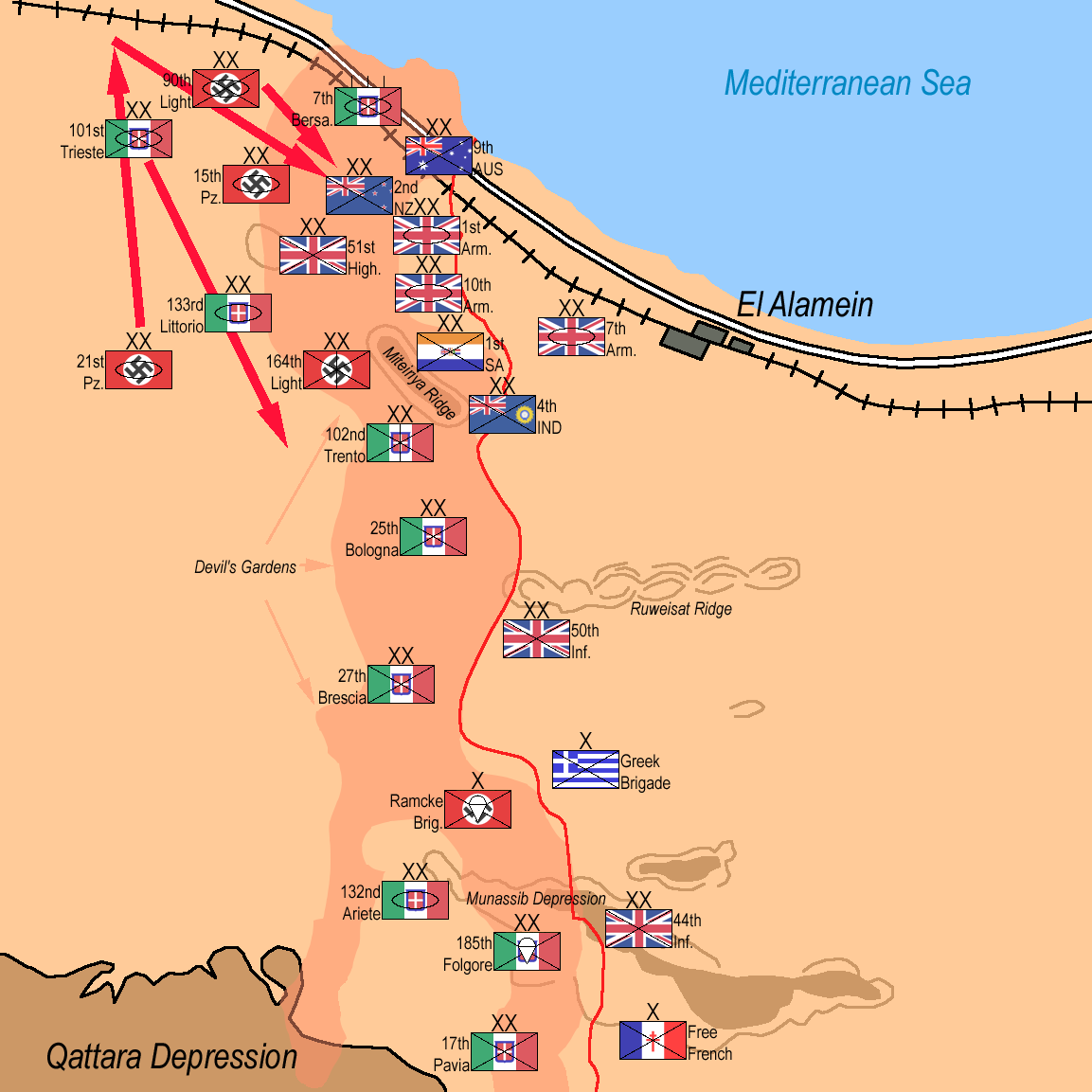
Rommel își redistribuie forțele, 29 octombrie
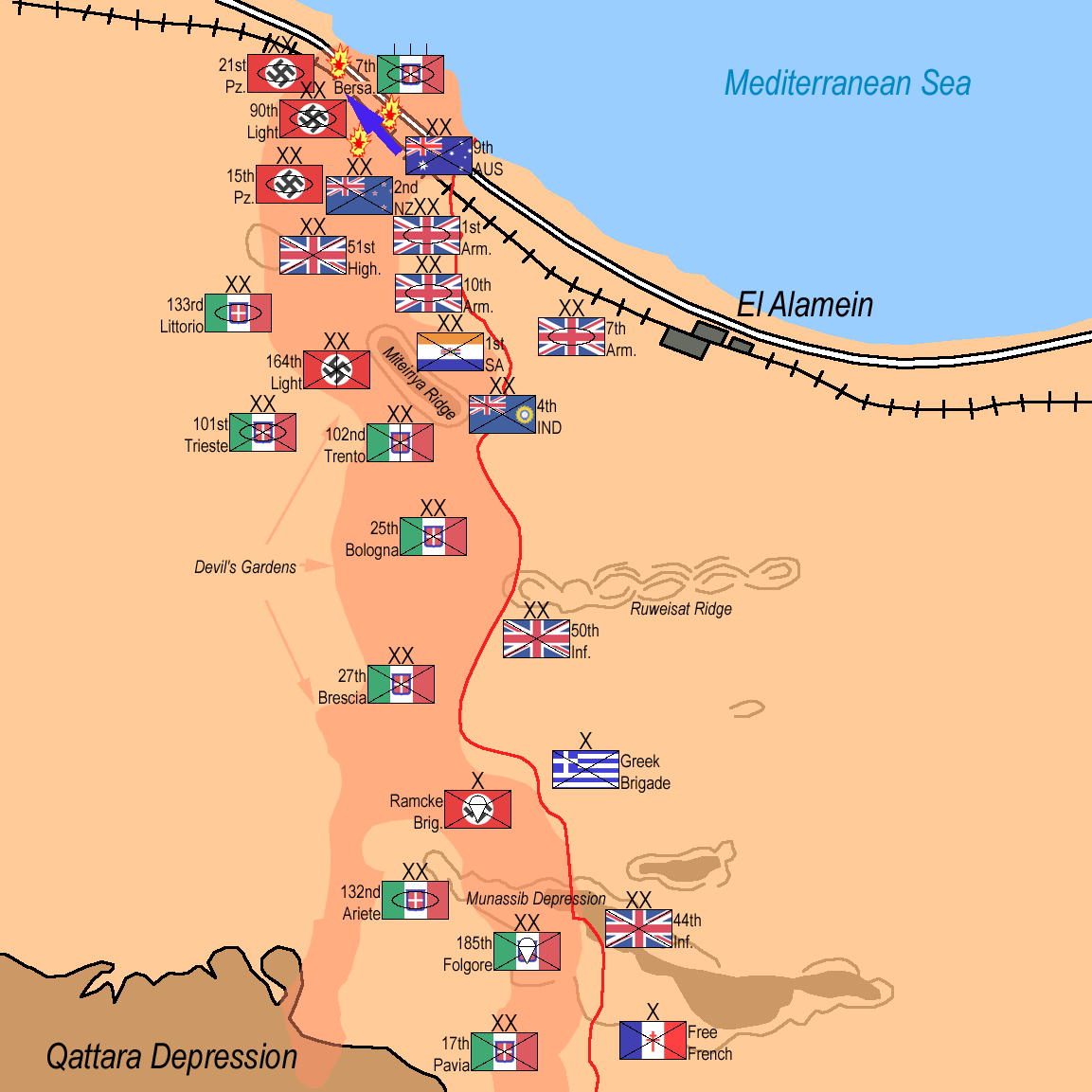
Declanșarea Operațiunii Supercharge – 31 octombrie, ora 23:00
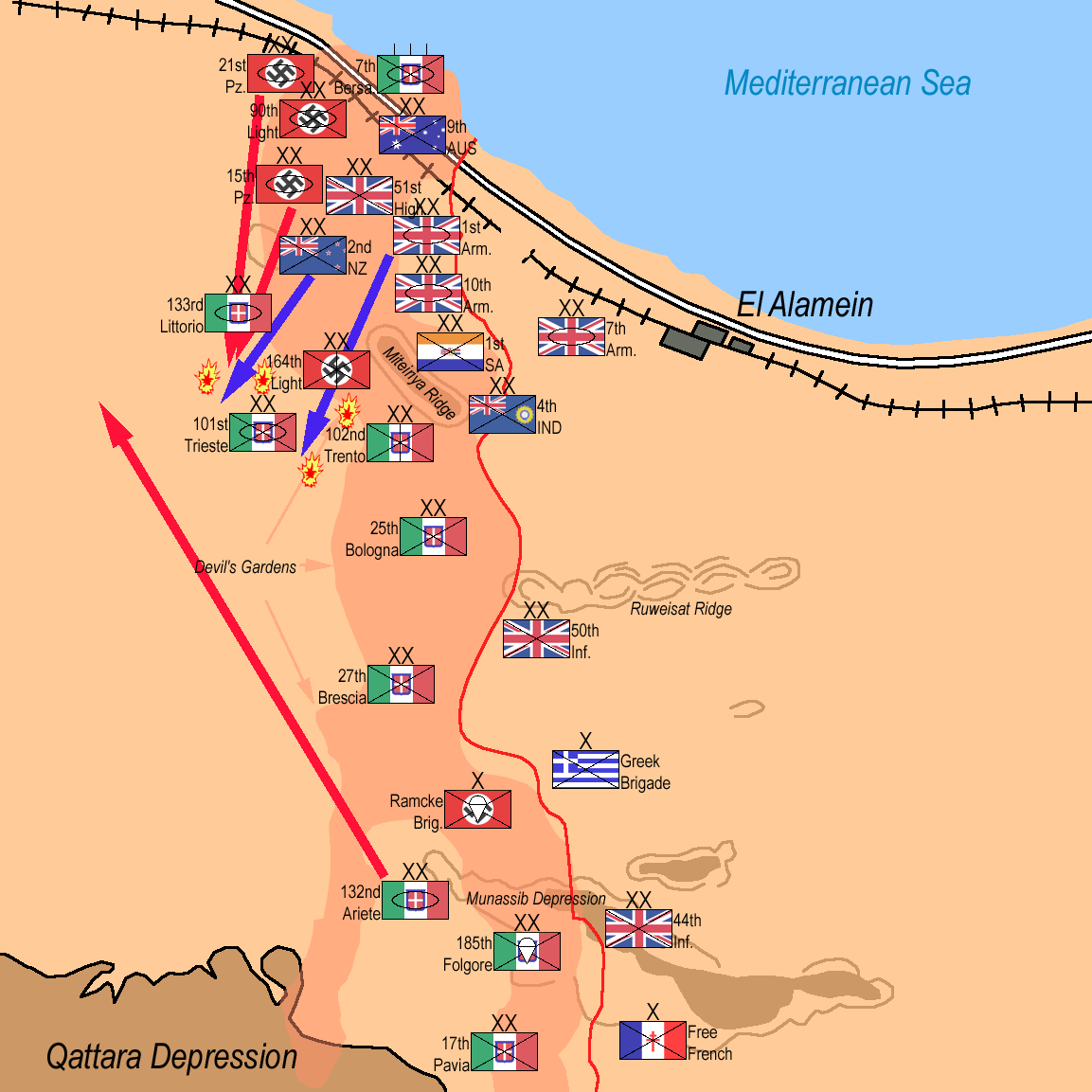
Bătălia de tancuri de la Tell el Aqqaqir, 2 noiembrie, ora 9:00. Forțele Axei se retrag în seara aceleiași zile
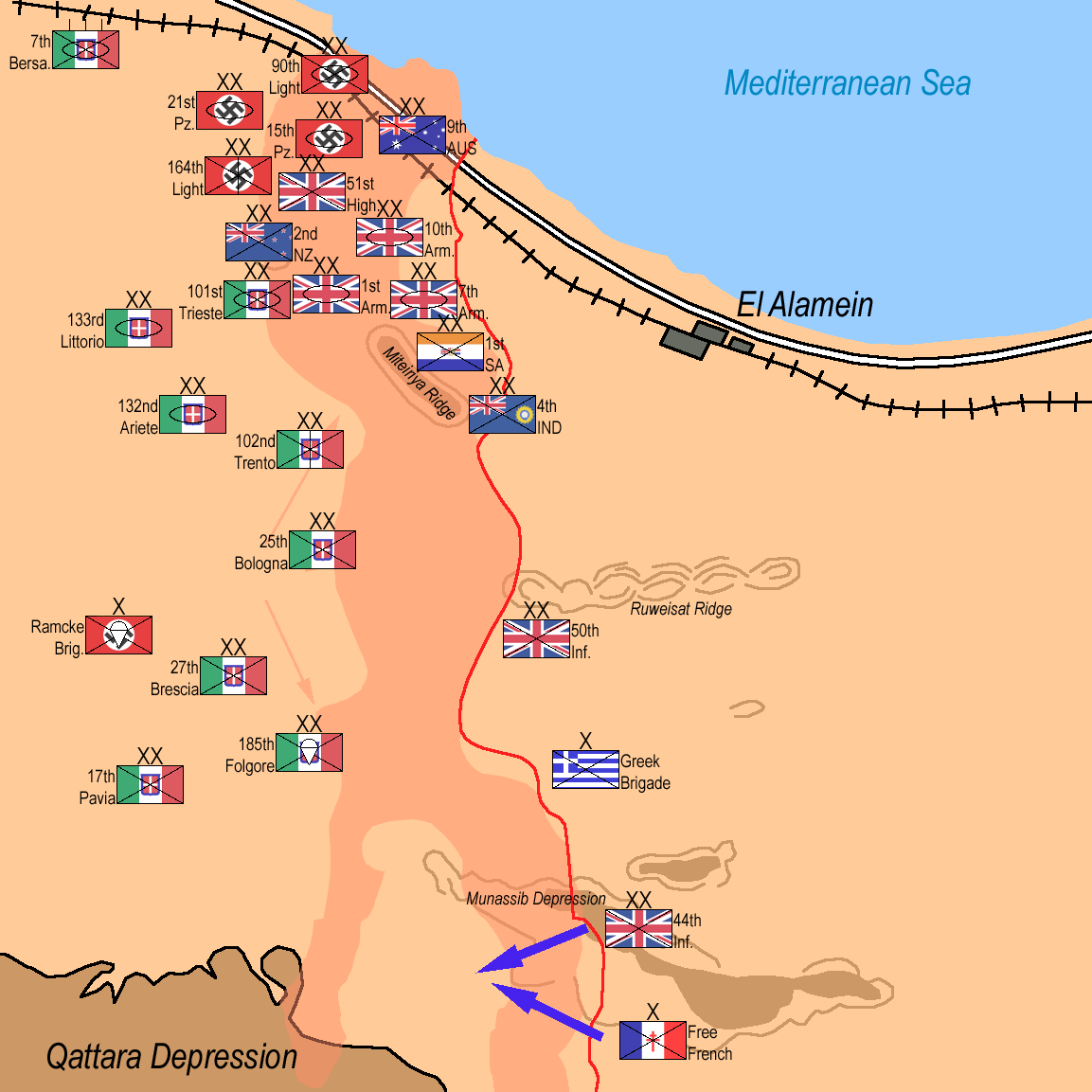
Forțele Axei în retragere, 3 noiembrie
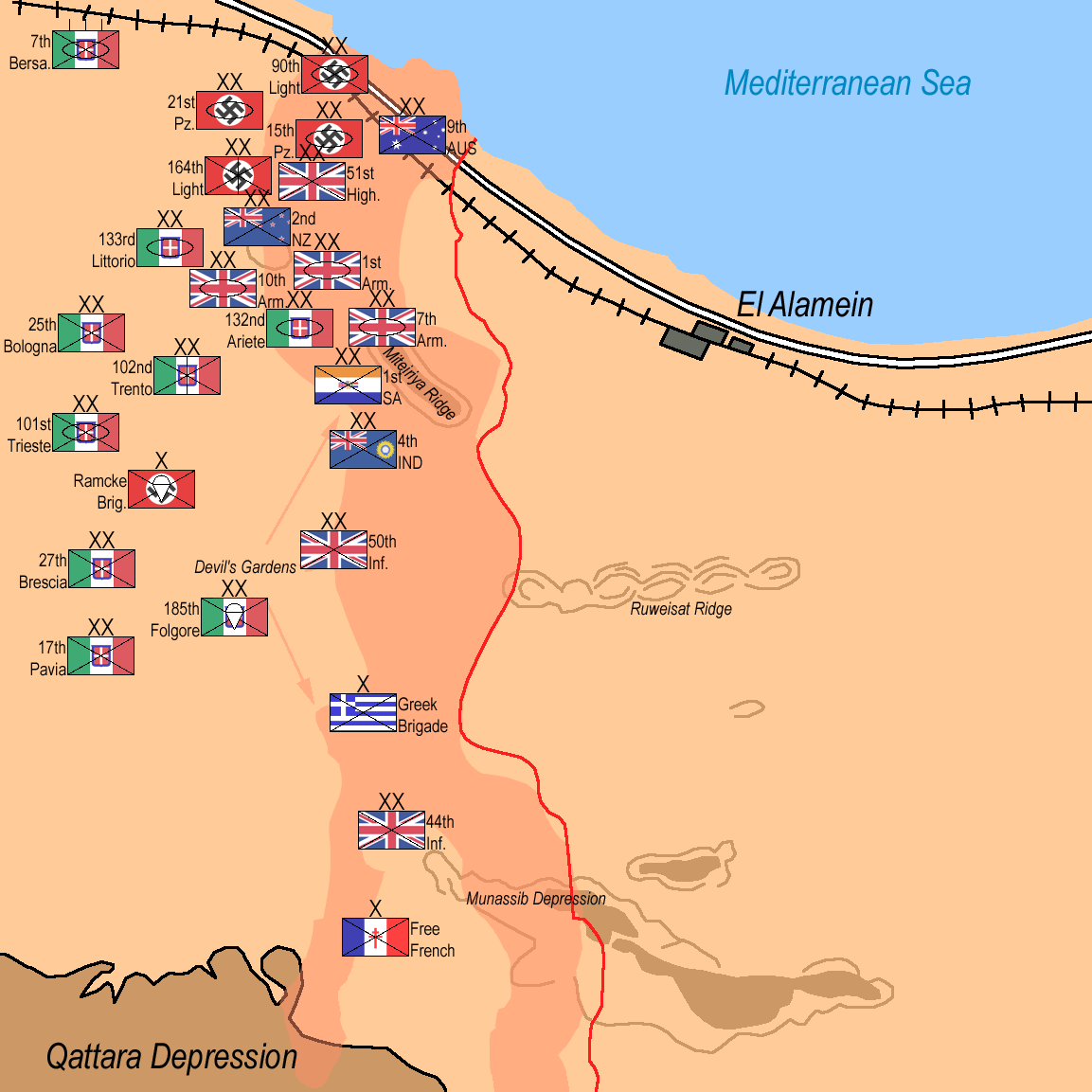
Forțele Axei se opresc din retragere și încercă să reziste, 3 noiembrie
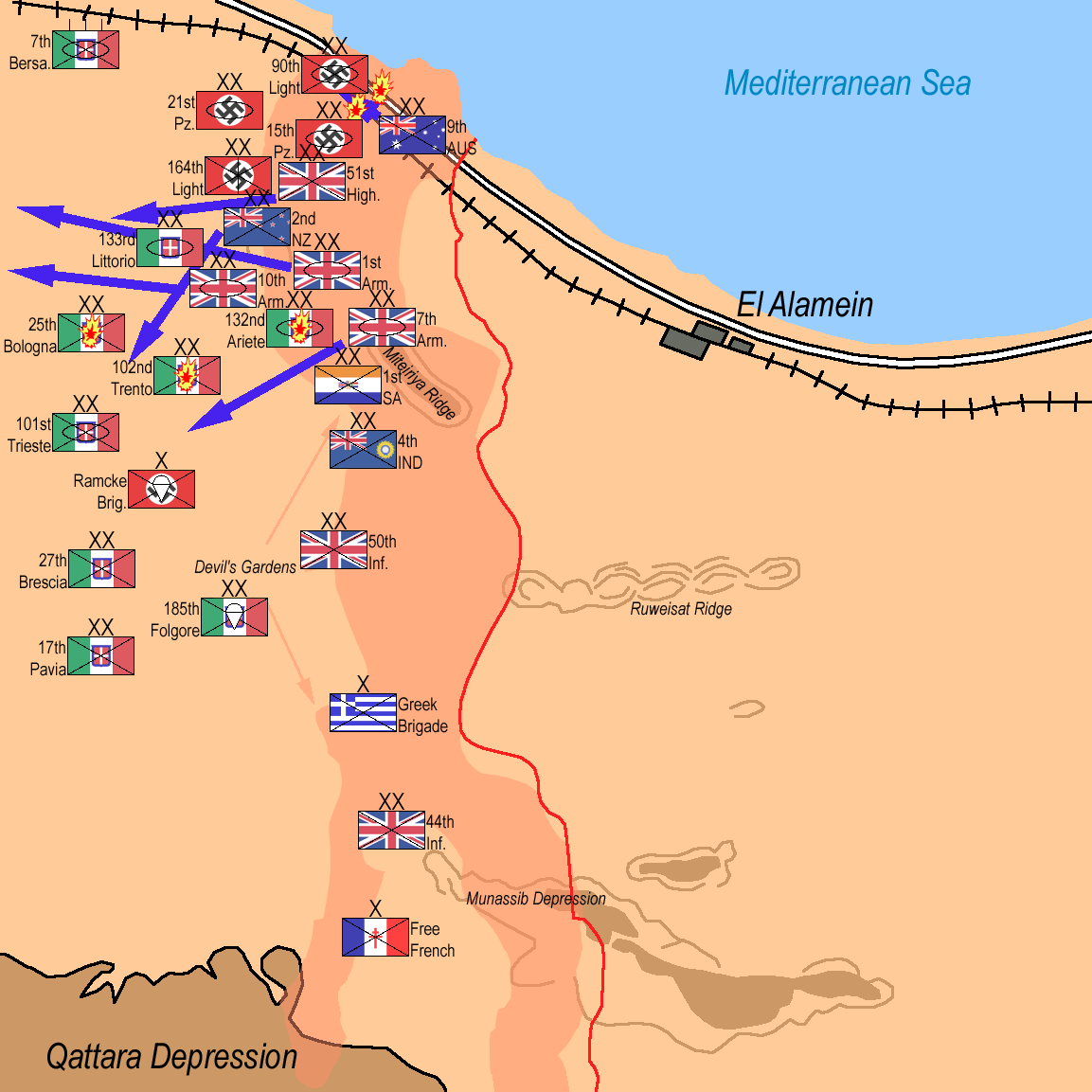
Străpungerea liniilor Axei, 4 noiembrie, ora 7:00. Diviziile italiene Trento, Bologna  și Ariete sunt distruse

## Analiză critică
Despre această bătălie, Winston Churchill avea să spună: „Mai înainte de El Alamein, noi nu am mai avut o victorie. După Alamein, noi nu am mai fost înfrânți niciodată”.
Montgomery a conceput acestă luptă ca una de uzură, similară cu cele din timpul primului război mondial. Toate aprecierile sale cu privire la timpul, efectivele și resursele necesare, ca și în ceea ce privește pierderile s-au dovedit corecte..
În timpul luptelor, artileria aliată a fost condusă foarte bine de Montgomery, dar în schimb blindatele aliate au fost comandate necorespunzător.
Sprijinul aviației aliate s-a dovedit hotărâtor în timpul luptelor terestre, spre deosebire de avioanele Luftwaffe și Regia Aeronautica, care au preferat să se angajeze mai degrabă în lupte aeriene decât să ajute infanteria și tancurile Axei.
El Alamein a fost prima ofensivă importantă victorioasă aliată împotriva germanilor. Pe 10 noiembrie,  Winston Churchill a rezumat: „Acesta nu este sfârșitul, aceasta nu este nici măcar începutul sfârșitului. Dar este, poate, sfârșitul începutului”. Pentru Montgomery a fost un triumf personal. El a fost înnobilat și a primit titlul de „Viscount Montgomery of Alamein”.

## Urmări

### Retragerea spre vest a trupelor germano-italiene
Forțele Axei s-au retras spre vest spre El Agheila. Era a treia retragere a acestor forțe, primele două având loc în 1940 și 1941. În ambele cazuri, forțele Commonwealthului înaintaseră prin luptă până la El Agheila, dar nu reușiseră să depășească acest punct. În 1940, ofensiva comandată de Wavell a trebuit să fie oprită din cauza întinderii excesive a liniilor de aprovizionare, dar și din cauza deciziilor politice de transfer a unor trupe în Grecia și Africa răsăriteană. În același timp, forțele Axei fuseseră întărite odată cu sosirea în regiune a Afrika Korps. În 1941, ofensiva condusă de Auchinleck și Ritchie a fost oprită la El Agheila tot ca urmare a suprasolicitării liniilor de aprovizionare și a trupelor.
În 1942, forțele lui Rommel erau în situația de a lupta cu resurse puține. În schimb, Montgomery ceruse planificatorilor săi să rezolve problema aprovizionării armatelor aflate în ofensivă cu aproximativ 2.400 t de provizii pe zi.
Pentru repararea infrastructurii distruse au fost stocate mari cantități de materiale și echipamente genistice. Geniștii au lucrat cu o asemenea eficiență, încât calea ferată dintre El Alamein și Fort Capuzzo, în ciuda faptului că fusese distrusă prin dinamitarea în mai mult de 200 de porțiuni diferite, a fost reparată astfel încât, la o lună după ce Armata a 8-a a cucerit Capuzzo, a asigurat transportul a 133.000 de tone de provizii. Portul Benghazi asigura tranzitul a 3.000 t de provizii pe zi la sfârșitul lunii decembrie, în ciuda faptului că, după doi ani de atacuri continue asupra docurilor, planificatorii militari apreciaseră că, pentru început, nu pot fi operate mai mult de 800 t zilnic.
Montgomery s-a străduit să nu repete greșelile trecutului. El și-a oprit ofensiva pentru trei săptămâni, suficiente pentru odihna soldaților, completarea efectivelor și refacerea stocurilor. Pe 11 decembrie, Montgomery a lansat un atac de-a lungul coastei mediteraneene cu Divizia a 11-a vânători de munte și cu Divizia a 7-a blindată. A doua zi, Divizia a 2-a neozeelandeză a lansat mai la sud un atac prin flanc în încercarea de a tăia retragerea lui Rommel.  Divizia a 11-a a suferit pierderi mari în fața inamicului puternic fortificat, în vreme ce Divizia a 7-a blindate a întâlnit o rezistență puternică din partea Grupului de luptă Ariete, formată din tancurile rămase din fosta Divizia blindată italiană omonimă.
Forțele lui Rommel pierduseră până în acel moment aproximativ 75.000 de oameni, 1.000 de tunuri și cam 500 de tancuri și avea nevoie de timp pentru refacere. Rommel a hotărât să se retragă. Până pe 15 decembrie, trupele neozeelandeze atinseseră coasta mări Mediterane, dar Rommel își divizase forțele în unități mici și mobile, care au reușit să se strecoare prin zonele necontrolate încă de Aliați.
Forțele lui Rommel s-au retras într-o ordine desăvârșită, distrugând tot echipamentul și infrastructura pe care erau nevoiți să le lase în urmă  și minând toate căile posibile de deplasare ale inamicului. Armata a 8-a a cucerit Sirte pe 25 decembrie, dar în scurtă vreme a fost nevoită să-și oprească ofensiva. Aliații aveau nevoie de un nou răgaz pentru aducerea de întăriri și provizii în vedera ofensivei care urma să fie declanșată împotriva pozițiilor defensive ale Axei de la Wadi Zemzem, 370 km vest de  Tripoli. Rommel era sceptic cu privire la șansele oamenilor săi de a rezista atacului Armatei a 8-a. Pentru a evita distrugerea totală a forțelor sale, el a cerut de la Mussolini prin intremediul mareșalului italian Bastico permisiunea de retragere în Tunisia. În concepția generalului german, terenul din Tunisia ar fi permis organizarea unei defensive mai eficeinte împotriva Aliaților, cu atât mai mult cu cât aici se organiza o forță care să reziste ofensivei aliate cunoscută cu numele de cod „Torța’’. Mussolini a cerut însă pe 19 decembrie ca Panzerarmee să reziste cu orice preț la Buerat.

### Cucerirea orașului Tripoli de către Armata a 8-a
Pe 15 ianuarie 1943, generalul Montgomery a ordonat Diviziei a 51-a vânători de munte împotriva liniilor defensive germane, iar Diviziilor a 2-a neozeelandeză și a 7-a blindată britanică le-a trasat sarcina să încerce ocolirea și încercuirea prin flanc a forțelor Axei. Forțele lui Rommel, slăbite de plecarea Diviziei a 21-a Panzer pentru întăriea Armatei a 5-a Panzer condusă de von Arnim, care trebuia să facă față atacului Operațiunii Torța, au fost forțate să se retragă.  Orașul Tripoli, aflat la circa 200 km depărtare, cu importantul său port, a fost cucerit pe 23 ianuarie, în vreme ce forțele lui Rommel erau nevoite să continue să se retragă spre liniile defensive construite de francezi în sudul Tunisiei – Linia Mareth.

### Joncțiunea forțelor lui Rommel și von Arnim
Rommel a început să aibă contacte tot mai strânse cu  Hans-Jürgen von Arnim și Armata a 5-a Panzer, care erau puternic implicată în Campania din Tunisia în luptele Armatei I britanice din nordul țării. Hitler era hotărât să păstreze controlul asupra Tunisiei și, după mult timp, Rommel a început să primească unități de rezervă și provizii. În acest moment, forțele Axei erau obligate să lupte un război pe două fronturi, cu forțele britanico-americano-franceze înaintând dinspre vest și cu Armata Armata a 8-a atacând dinspre vest. Trupele care luptaseră până în acel moment sub comanda lui Rommel au fost redenumite Armata I italiană și au fost trecute sub comanda generalului italian Giovanni Messe, în vreme ce Rommel era numit la comanda Grupului de Armate Africa, fiind responsabil pentru ambele fronturi.

### Grupul de armată al 18-lea Aliat
Într-un mod oarecum similar, cele două armate aliate au fost plasate sub controlul Grupului de armată al 18-lea și al noului comandant, Harold Alexander. Forțele Axei au reușit cucerirea Tunisiei de către Aliați după ce Rommel a obținut o victorie tactică importantă împotriva Corpului al II-lea american în timpul bătăliei de la Pasul Kasserine.

## Importanță
Rommel nu și-a pierdut speranțele că va reuși să-i învingă pe Aliați până la sfârșitul campaniei din Tunisia și a luptat cu îndârjire.
Bătălia de la El Alamein a fost o victorie importantă a Aliaților, care a deschis calea spre înfrângerea definitivă a Axei pe un front. După trei ani de lupte, teatrul african de luptă a fost curățat de toate forțele Axei, iar Aliații și-au putut îndrepta atenția spre nordul Mediteranei.